# Julius Roller
Julius Roller (29. října 1862 Damníkov – 27. prosince 1946 Vídeň) byl rakouský a český právník a politik německé národnosti, na počátku 20. století poslanec Českého zemského sněmu a Říšské rady, v meziválečném období ministr spravedlnosti Rakouska a prezident rakouského Vrchního soudního dvora.

## Biografie
Narodil se v rodině zemědělce ve východočeském Damníkově. Vychodil základní školu, gymnázium v Lanškrouně a v letech 1880–1884 studoval na Vídeňské univerzitě. Roku 1891 zde získal titul doktora práv. Od roku 1885 pracoval ve státních službách, nejprve jako soudce na různých místech v Čechách, od roku 1898 coby předseda okresního soudu ve Vrchlabí, od roku 1907 na zemském soudu a od roku 1912 coby rada vrchního zemského soudu. Roku 1918 získal titul dvorního rady.
Na počátku století se zapojil i do zemské a celostátní politiky. Ve volbách v roce 1908 byl zvolen do Českého zemského sněmu v kurii městské (volební obvod Vrchlabí, Lanov, Hostinné). Politicky se uvádí jako člen Německé lidové strany (němečtí nacionálové). Podle jiného zdroje byl členem 
Německé radikální strany. Kvůli obstrukcím se ovšem plénum sněmu po roce 1908 fakticky nescházelo.
Ve volbách do Říšské rady roku 1907 se stal poslancem Říšské rady (celostátní parlament), kde reprezentoval obvod Čechy 96. Usedl do poslaneckého klubu Německý národní svaz. Opětovně byl zvolen za týž obvod i ve volbách do Říšské rady roku 1911. Byl opět členem poslanecké frakce Německý národní svaz, v jejímž rámci zastupoval Německou radikální stranu. Ve vídeňském parlamentu setrval až do zániku monarchie.
Výrazně se politicky angažoval i v meziválečném Rakousku. V letech 1918–1919 zasedal jako poslanec Provizorního národního shromáždění Německého Rakouska (Provisorische Nationalversammlung). Zároveň byl od 30. října 1918 do 15. března 1919 a znovu od 7. července 1920 do 20. listopadu 1920 státním tajemníkem, fakticky ministrem spravedlnosti Rakouska (oficiálně byla pozice v čele ministerstva změněna ze státního tajemníka na ministra k 10. listopadu 1920). Ve funkci se zasloužil o stabilizaci justičního systému po rozpadu monarchie.
Po vzniku Československa optoval pro rakouské státní občanství. Od roku 1919 byl trvale až do roku 1927 (s výjimkou měsíců strávených v čele ministerstva) prezidentem rakouského Vrchního soudního dvora. I zde měl podíl na nové organizaci justice v podmínkách Rakouské republiky, sám se aktivně podílel na judikatuře coby předseda soudního senátu.